# بروس كلارك
بروس كلارك (بالإنجليزية: Bruce Clarke)‏ (4 أكتوبر 1910 بجوهانسبرغ في جنوب أفريقيا - ) هو لاعب كرة قدم جنوب أفريقي في مركز نصف الجناح. لعب مع نادي فولهام ونادي ووستر سيتي ونادي مونتروز لكرة القدم ونادي لانارك الثالث.